# Charles Descours
 (novembre 2022).
Pour les articles homonymes, voir Descours.
Charles Descours, né le 31 décembre 1937, est un homme politique français. 

## Biographie
Charles Descours est élu sénateur lors des sénatoriales de 1983 et réélu à son siège en 1992 jusqu'en 2001. Il est membre puis secrétaire de la commission des affaires sociales du Sénat et est membre du groupe Rassemblement pour la République. Il est nommé président du syndicat mixte des transports en commun de l'agglomération grenobloise en 1985 et restera en fonction jusqu'en 1995, période au cours de laquelle il lance et met en service la ligne B du tramway de Grenoble[source secondaire souhaitée].

## Détail des fonctions et des mandats
Mandats locaux
- 1982 - 1988 : Conseiller général du canton de Grenoble-2
- 1988 - 1994 : Conseiller général du canton de Grenoble-2
- 1994 - 2001 : Conseiller général du canton de Grenoble-2
- 2001 - 2008 : Conseiller général du canton de Grenoble-2

Mandats parlementaires
- 25 septembre 1983 - 27 septembre 1992 : Sénateur de l'Isère
- 27 septembre 1992 - 30 septembre 2001 : Sénateur de l'Isère